# Bou Zedjar

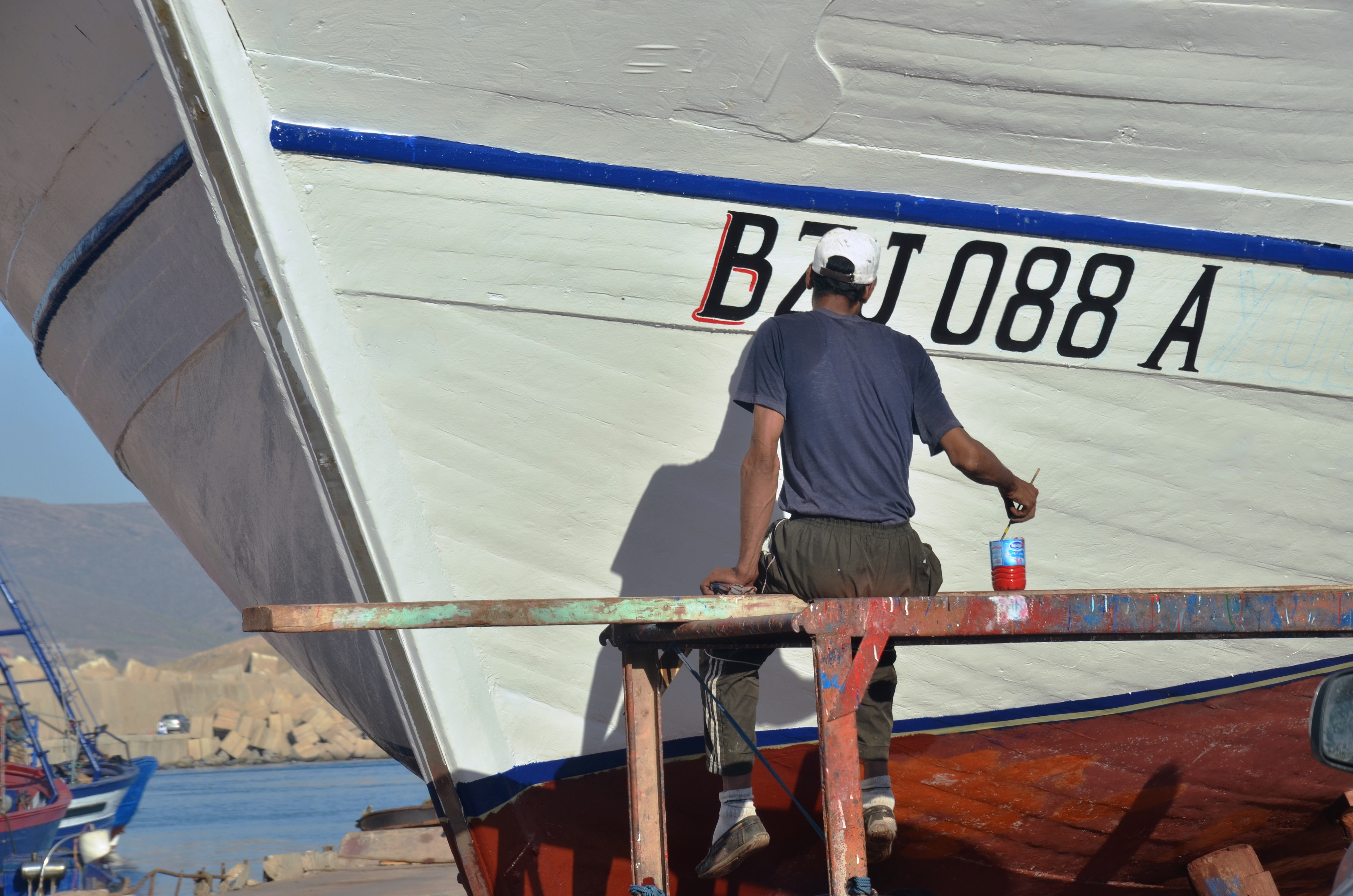
Uomo pitturando un'imbarcazione in Bou Zedjar

Bou Zedjar è un comune dell'Algeria, situato nella provincia di ʿAyn Temūshent.